# Institut Notre Dame de Vie
Das Institut Notre-Dame de Vie (deutsch: Unsere Liebe Frau vom Leben) ist ein Säkularinstitut in der römisch-katholischen Kirche. Es wurde 1932 von dem Pater Marie-Eugène Grialou OCD und Maria Pila gegründet und hat seinen Hauptsitz in Venasque (Südfrankreich). Das Institut richtet sich an der Spiritualität der Ordensgemeinschaft der Unbeschuhten Karmeliten aus.

## Geschichte und Gründer

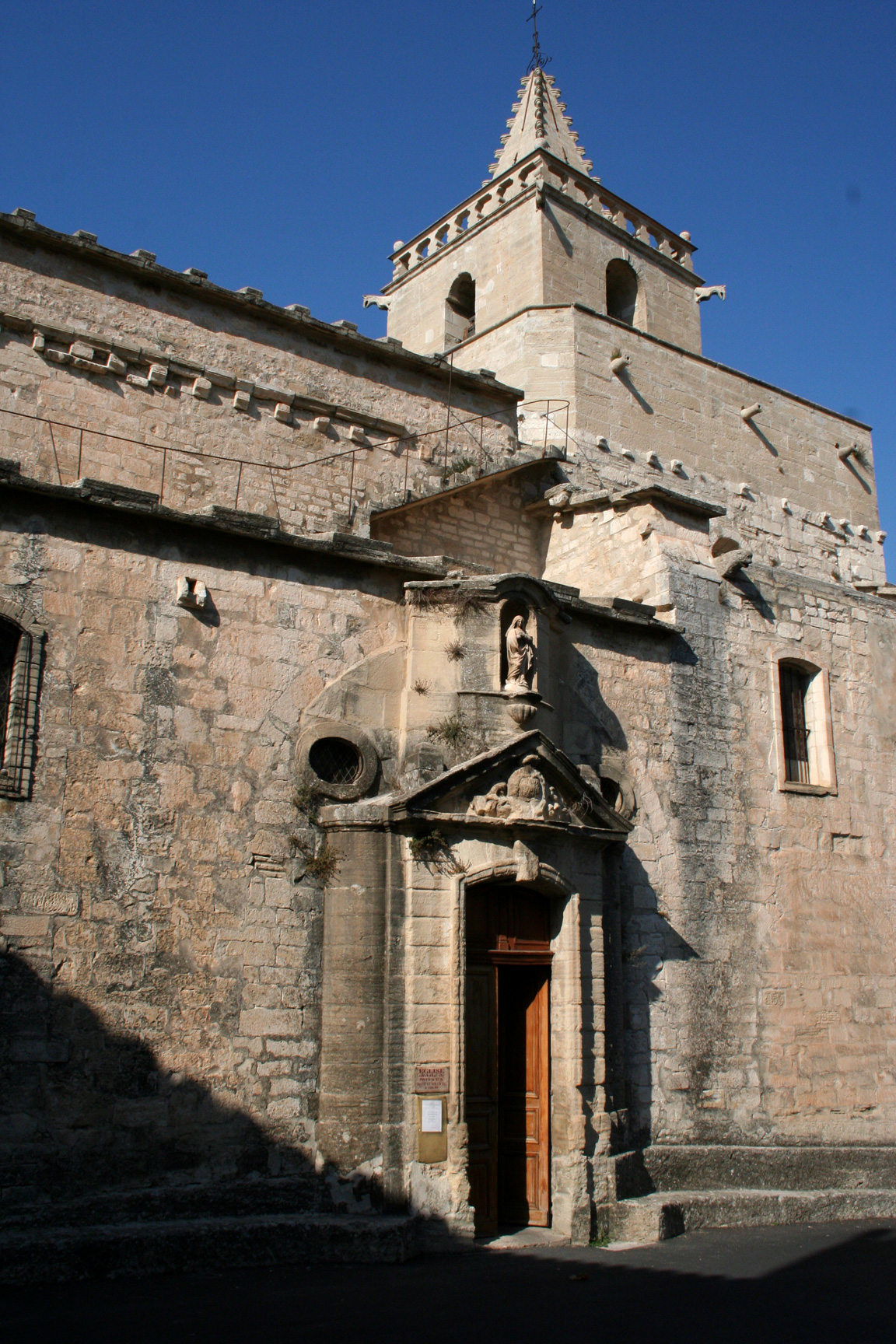
Kirche Notre-Dame in Venasque, Südfrankreich

Die Gemeinschaft wurde in dem Marienwallfahrtsort Venasque in Südfrankreich gegründet. Im Jahr 1929 äußerten drei Lehrerinnen gegenüber dem Ordenspriester Maria-Eugen Grialou (1894–1967) den Wunsch, in einem gottgeweihten Leben mitten in der Welt zu leben. Pater Grialou und Maria Pila (1896–1974), eine der drei Lehrerinnen, gründeten 1932 die erste Gruppe. Inspiriert durch den Marienort Venasque und dem Marienheiligtum Notre-Dame de Vie nannte sich die Gruppe „Gemeinschaft Notre-Dame de Vie“.
Die Gemeinschaft wurde 1948 bischöflich anerkannt und erhielt 1962 den Status eines Säkularinstituts päpstlichen Rechts. Als weiterer Zweig wurde 1962 eine Gruppe für männliche Laien gegründet, ihr folgte dann 1964 der Zweig für Diözesanpriester und dem Institut inkardinierten Priester. Die drei selbständigen Zweige sind in der Famille Notre-Dame de Vie vereinigt. Beide männlichen Zweige erhielten 1973 die päpstliche Approbation.

### Maria-Eugen vom Kinde Jesus (Henri Grialou)
Er wurde am 2. Dezember 1894 mit bürgerlichem Namen Henri Grialou geboren. Seine Geburtsstadt Le Gua im französischen Département Aveyron liegt in einer ländlichen Umgebung. Als Kleinkind verlor er seinen Vater und wuchs mit seiner Mutter und den vier weiteren Geschwistern in ärmlichen Verhältnissen auf. Er trat den Unbeschuhten Karmeliten bei und nahm den Ordensnamen Maria-Eugen vom Kinde Jesus (Marie-Eugène de l’Enfant-Jésus) an. Sein großes Anliegen war es, das innere Gebet an andere weiterzugeben, hierzu schrieb er: 

„Glaubenszeugen sind wir vor allem durch das, was wir selber sind. Wir legen Zeugnis ab von einem christlichen Dasein, vom Leben Christi, das wir in uns tragen, vom Heiligen Geist, der in uns zu Gast ist.“

 Am 19. Dezember 2011 erhob ihn Papst Benedikt XVI. zum Ehrwürdigen Diener Gottes. Am 19. November 2016 wurde Pater Maria-Eugen von Angelo Kardinal Amato im Auftrag von Papst Franziskus in Avignon seliggesprochen. Sein Gedenktag in der Liturgie ist der 4. Februar. Sein Grab befindet sich in der Instituts-Kirche Notre-Dame de Vie in Venasque.

### Maria Pila
Maria Pila war eine der drei Lehrerinnen die mit Pater Maria-Eugen die ersten Gründungsideen entwickelte. Sie war Leiterin eines Gymnasiums in Marseille. Sie wurde zur ersten Generaloberin gewählt und leitete im Wesentlichen den Aufbau der Gemeinschaft.

## Lebensform
Die Mitglieder geloben nach den Evangelischen Räten ein Leben in Armut, Ehelosigkeit und Gehorsam. Die Mitglieder leben einzeln oder in kleinen Gruppen und treffen sich regelmäßig mit den anderen Mitgliedern zum gemeinsamen Austausch, zur Erholung und zum Gebet.
Die Ausbildungszeit beginnt mit einem zweijährigen Aufenthalt im französischen Hauptzentrum. Mit einer ernsthaften und tiefen geistlichen Vorbereitung soll die Beziehung zu Gott und untereinander gefestigt werden. Die Vorbereitung soll zur Spiritualität der Gemeinschaft führen. Diese Zeit wird mit den zeitlichen Gelübden beendet. Es schließt sich nun eine Berufsausbildung oder die Rückkehr in den erlernten Beruf an.
Die Priesteramtskandidaten, die sich zur Mitgliedschaft entschließen, müssen ebenfalls eine zweijährige geistliche Ausbildung durchlaufen. Danach können sie sich für die weitere theologische Ausbildung entschließen und ihren Dienst in ihren Diözesen oder in der Gemeinschaft fortsetzen.
Bereits geweihte Diözesanpriester durchlaufen eine einjährige Ausbildung, daran schließt sich das zweite Ausbildungsjahr an, welches in den Pfarreien absolviert wird.

## Organisation
Das Institut Notre-Dame de Vie setzt sich aus drei autonomen Zweigen zusammen: einem Zweig für Frauen (rd. 470 Mitglieder), einem für männliche Laien und einem für Priester. Das internationale Zentrum befindet sich in Venasque in Südfrankreich. Die deutsche Zentrale hat ihren Sitz seit 1957 im Schloss Weisendorf bei Erlangen. Dort befindet sich auch das von den Mitgliedern betreute Edith-Stein-Haus, ein Bildungs- und Exerzitienhaus. Weitere internationale Gruppen existieren in Spanien, Italien, Polen, Mexiko, Taiwan, Kanada, Argentinien, auf den Philippinen, im Tschad, Benin, Lettland, USA und England. Das Institut ist Mitglied im Deutschen Katholischen Missionsrat.

## Theologische Hochschule
Das Institut Notre-Dame de Vie unterhält heute eine eigene Theologische Fakultät in Venasque, welches dem Teresianum in Rom angeschlossen und somit päpstlich anerkannt ist. Das Theologiestudium steht Priesteramtskandidaten und Laien offen. Ein wichtiges Anliegen ist es, wissenschaftliches Studium, Lernen in Gemeinschaft und geistliches Leben miteinander zu verbinden. Die Hochschule bietet als Abschlüsse das kirchliche Diplom sowie das Lizenziat an, es bietet Ordensleuten und Laien kürzere Studiengänge an, die besonders an der Katechese, der Glaubensvermittlung oder der Spiritualität und geistlichen Begleitung orientiert sind.